# Nazair Jones
(en) Statistiques sur pro-football-reference
Nazair « Naz » Jones, né le 13 décembre 1994 à Roanoke Rapids, en Caroline du Nord, est un joueur professionnel de football américain, évoluant au poste de defensive tackle, des Seahawks de Seattle de la National Football League (NFL). Il est sélectionné au troisième tour, en 102e position, de la draft 2017 de la NFL, par les Seahawks.
Il joue au football universitaire pour les Tar Heels de l'université de Caroline du Nord.

## Jeunesse
Jones fréquente l'école secondaire de Roanoke Rapids en Caroline du Nord. Durant son séjour, il reçoit de nombreux honneurs dont une sélection dans l'équipe du Shrine Bowl de la Caroline du Nord en 2013, ainsi que dans l'équipe Prepstar All-Atlantic Region et il participe au tournoi offensif-défensif All-American Bowl à Houston.
Jones est considéré comme le 10e joueur de la Caroline du Nord et le 26e joueur défensif de la nation par Rivals.com et comme le joueur no 14 en Caroline du Nord et le defensive end no 26 par 247sports.com. Scout.com le classe joueur no 11 en Caroline du Nord et défenseur no 40 au pays. Il joue aussi comme defensive tackle et sur la ligne offensive.

## Carrière universitaire
Jones s'inscrit à l'université de Caroline du Nord où il joue au football américain pour les Tar Heels.

### Saison 2013
Jones prend le statut de redshirt pour la saison 2013, son année freshman, et ne participe à aucun match des Tar Heels.

### Saison 2014
Jones joue son premier match pour les Tar Heels le 30 août 2014 contre les Flames de l'université Liberty. Au cours du match, il enregistre un tackle assisté. Le 27 septembre, lors d'une défaite 50-35 contre les Tigers de l'université de Clemson, il effectue deux tackles en solo, tous deux provoquant une perte de yards, et effectue son premier sack en carrière, sur Deshaun Watson. La semaine suivante, contre les Hokies de l'institut polytechnique et université d'État de Virginie, Jones accumule 5 tackles, son record en carrière, et a un autre sack, sur le quarterback Michael Brewer. Le 20 octobre, contre les Cavaliers de l'Université de Virginie, il réalise sa première interception en carrière et la retourne sur 20 yards. Le 20 novembre, lors d'une victoire 45-20 contre les Blue Devils de l'université Duke, Jones améliore son record en carrière sur un match en effectuant six tackles, dont trois en solo. En fin de saison, les Tar Heels participent au Quick Lane Bowl, qu'ils perdent 40-21, contre les Scarlet Knights de l'université Rutgers. Au cours du match, Jones enregistre deux tackles en solo.
Il termine la saison 2014 avec 21 tackles, 2,5 sacks et 4 passes défendues.

### Saison 2015
Lors du premier match de sa saison sophomore, une défaite 13-17 contre les Gamecocks de l'université de Caroline du Sud, il égale son record de 6 tackles en un match. Il réalise la même performance en semaine 7, lors d'une victoire 30-27 contre les Hokies, et lors du dernier match de la saison, le match de championnat de l'Atlantic Coast Conference, une défaite 45-37 contre les Tigers de Clemson.
Les Tar Heels participent au Russell Athletic Bowl contre les Bears de l'université Baylor, mais Jones rate le match pour cause de blessure.
Il termine la saison 2015 avec 40 tackles, dont 19 en solo, trois passes défendues, une interception, un fumble forcé et deux récupérés.

### Saison 2016
Lors du match d'ouverture de la saison 2016, son année junior, Jones bat son record personnel en effectuant 7 tackles lors de la défaite 33-24 contre les Bulldogs de l'université de Géorgie. La semaine suivante, contre le Fighting Illini de l'université d'Illinois, il répète sa performance. En cinquième semaine, contre les Hokies de Virginia Tech, il réalise l'un des meilleurs matchs de sa carrière, malgré la défaite 34-3, en enregistrant 9 tackles, une passe défendue, un fumble forcé et un récupéré et en réalisant un sack sur le quarterback Jerod Evans.
En fin de saison, les Tar Heels participent au Sun Bowl contre le Cardinal de l'université Stanford. Au cours du match, Jones réalise huit tackles et un sack.
Il finit l'année avec 70 tackles, 2,5 sacks, trois passes défendues, un fumble forcé et un récupéré.
Après la saison, Jones annonce qu'il renonce à sa dernière année d'éligibilité, sa saison senior, et qu'il se présente à la draft 2017 de la NFL.

### Statistiques NCAA
| Année          | Équipe                           | Statut         | MJ |       | Plaquages | Plaquages | Plaquages | Plaquages |       | Interceptions | Interceptions | Interceptions | Interceptions |  | Fumbles | Fumbles |
| Année          | Équipe                           | Statut         | MJ | Total | Seul      | Ast.      | Sacks     | Nb.       | Yards | Déf.          | TD            | Nb.           | Rec.          |  |         |         |
| 2014           | Tar Heels de la Caroline du Nord | Fr             | 13 | 36    | 21        | 15        | 2,5       | 1         | 20    | 4             | 0             | 1             | 0             |  |         |         |
| 2015           | Tar Heels de la Caroline du Nord | SO             | 9  | 40    | 19        | 21        | 0,0       | 1         | 0     | 3             | 0             | 1             | 2             |  |         |         |
| 2016           | Tar Heels de la Caroline du Nord | JR             | 12 | 70    | 32        | 38        | 2,5       | 0         | 0     | 3             | 0             | 1             | 1             |  |         |         |
| Totaux en NCAA | Totaux en NCAA                   | Totaux en NCAA | 34 | 146   | 72        | 74        | 5,0       | 2         | 20    | 10            | 0             | 3             | 3             |  |         |         |

## Carrière professionnelle
Jones assiste au Scouting Combine de la NFL à Indianapolis et effectue la majorité des exercices. Le 13 mars 2017, il participe au Pro Day de la Caroline du Nord.  À la fin du processus pré-draft, on prévoit que Jones serait un choix de troisième tour pour les scouts et les analystes de la NFL. Il est classé huitième meilleur defensive tackle pour la draft par DraftScout.com et 18e par Scouts Inc.
| Taille | Poids  | Bras   | Main   | Sprint   | Sprint   | Sprint   | Shuttle 20 yards | 3 cones drill | Détente   | Détente     | Développé couché | Test Wonderlic |
| Taille | Poids  | Bras   | Main   | 40 yards | 10 yards | 20 yards | Shuttle 20 yards | 3 cones drill | verticale | horizontale | Développé couché | Test Wonderlic |
| 1,95 m | 138 kg | 0,88 m | 0,28 m | 5,11 s   | 1,80 s   | 2,95 s   | 4,63 s           | 7,93 s        | 0,62 m    | 2,56 m      | -                | -              |

Les Seahawks de Seattle sélectionnent Jones au troisième tour (102e au total) de la draft 2017 de la NFL. C'est le sixième defensive tackle drafté en 2017.

### Seahawks de Seattle

#### Saison 2017
Le 11 mai 2017, les Seahawks signent avec Jones un contrat de quatre ans d'une valeur de 3,17 millions de dollars qui comprend une prime à la signature de 706 288 dollars.
Tout au long du camp d'entraînement, Jones se bat pour le poste de defensive tackle avec Garrison Smith (en), Jeremy Liggins et Shaneil Jenkins (en). L'entraîneur-chef Pete Carroll nomme Jones defensive tackle sur la depth chart (en) pour commencer la saison régulière, derrière Sheldon Richardson et Jarran Reed (en).
Il fait ses débuts professionnels en saison régulière lors du match d'ouverture de saison des Seahawks aux Packers de Green Bay et enregistre un tackle en solo, dévie une passe et a retourne une interception pour un touchdown lors de leur défaite de 17-9. Jones effectue sa première interception en carrière sur une tentative de passe du quarterback des Packers, Aaron Rodgers, qui est à l'origine une passe-écran destinée au tight end Lance Kendricks (en), et la retourne pour un touchdown de 64 yards au premier quart-temps. Cependant, son touchdown est annulé en raison d'une pénalité sur Cliff Avril pour un blocage illégal à l'arrière lors du retour. Les Packers déclinent une autre pénalité sur le cornerback Jeremy Lane qui est expulsé pour avoir donné un coup de poing pendant le jeu. Le 5 novembre, Jones connaît sa première titularisation en carrière après que Sheldon Richardson ait subi une blessure et ait été inscrit comme inactif. Jones termine le match contre les Redskins de Washington avec trois tackles combinés et est aussi crédité d'un demi-sack. La semaine suivante, Jones enregistre deux tackles en solo et effectue son premier sack en solo en carrière lors d'une victoire de 22-16 aux Cardinals de l'Arizona durant la semaine 10. Le premier sack en solo de Jones en carrière est fait sur le quarterback des Cardinals, Drew Stanton, pour une perte de huit yards au quatrième quart-temps. Lors de la semaine 11, il récolte son plus grand nombre de tackles combinés de la saison (4), alors que les Seahawks perdent 34-31 contre les Falcons d'Atlanta. Le 30 décembre 2017, les Seahawks placent officiellement Jones en réserve après qu'il a été inactif pendant quatre matchs (semaines 13 à 16) en raison d'une entorse à la cheville à la semaine 12.
Il termine sa saison rookie avec 19 tackles combinés (dix en solo), trois déviations de passe, deux sacks et une interception en onze matchs dont deux comme titulaire.

#### Saison 2018
Le 16 janvier 2018, les Seahawks annoncent leur décision de congédier le coordonnateur défensif Kris Richard et d'engager leur ancien entraîneur de ligne Ken Norton Jr. pour lui succéder. Pendant le camp d'entraînement, Jones participe à la compétition pour être defensive tackle titulaire contre Shamar Stephen après que le poste est laissé vacant par le départ de Sheldon Richardson. L'entraîneur-chef Pete Carroll nomme Jones quatrième tackle sur la depht chart pour commencer la saison régulière, derrière Jarran Reed, Tom Johnson (en) et Shamar Stephen (en),. Jones est inactif pour la défaite de 27-24 des Seahawks contre les Broncos de Denver lors de leur ouverture de saison,. Il est également inactif lors de la défaite 33-31 des Seahawks contre les Rams de Los Angeles au cours de la cinquième semaine.
Il termine la saison avec neuf matchs et réalise sept tackles, dont deux en solo. Il participe au match de séries éliminatoires contre les Cowboys de Dallas mais n'enregistre aucune statistique.

#### Saison 2019
Le 27 août 2019, Jones est placé en réserve pour la saison à la suite d'une blessure au genou,.

## Statistiques NFL

### Saison régulière
| Année         | Équipe              | MJ            |        | Plaquages | Plaquages | Plaquages | Plaquages |        | Interceptions | Interceptions | Interceptions | Interceptions |  | Fumbles | Fumbles |
| Année         | Équipe              | MJ            | Total  | Seul      | Ast.      | Sacks     | Nb.       | Yards  | Déf.          | TD            | Nb.           | Rec.          |  |         |         |
| 2017          | Seahawks de Seattle | 11            | 19     | 10        | 9         | 2,0       | 1         | 24     | 3             | 0             | 0             | 1             |  |         |         |
| 2018          | Seahawks de Seattle | 9             | 7      | 2         | 5         | 0,0       | 0         | 0      | 0             | 0             | 0             | 0             |  |         |         |
| 2019          | Seahawks de Seattle | 0             | blessé | blessé    | blessé    | blessé    | blessé    | blessé | blessé        | blessé        | -             | -             |  |         |         |
| Totaux en NFL | Totaux en NFL       | Totaux en NFL | 26     | 12        | 14        | 2,0       | 1         | 24     | 3             | 0             | 0             | 1             |  |         |         |

## Vie privée
Lorsque Nazair Jones est au collège, on lui diagnostique une maladie rare appelée syndrome de douleur régionale complexe, une maladie que les médecins mettent deux mois à diagnostiquer, et qui fait perdre 18 kilos à Jones et le force à réapprendre à marcher. C'est pourquoi il est si reconnaissante lorsque les Seahawks de Seattle le recrutent,.
Alors qu'il est inscrit à l'UNC, il crée sa propre organisation à but non lucratif appelée Made Men Mentoring, un système de soutien pour les jeunes hommes défavorisés de Caroline du Nord qui les met en relation avec des athlètes étudiants de l'université qui les encadrent et les soutiennent dans les domaines des études et du sport,,.